# Kaixira
Kaixira (en rus: Кашира) és un poble de l'óblast de Nóvgorod, a Rússia, segons el cens del 2010 tenia 2 habitants.